# فاصله‌یابی استادیمتری
فاصله‌یابی استادیمتری روشی برای اندازه‌گیری فاصله در ابزارهای دوربین است که در نقشه‌برداری، دوربین‌های جنگ‌افزارها، توپخانه‌ها، و سلاح‌های تانک‌ها و نیز برخی دوربین‌های دوچشمی به کار می‌رود. این روش از لحاظ دقت ایراداتی دارد، ولی هنوز به طور گسترده ازجمله توسط تک‌تیراندازها به کار می‌رود. در کاربردهای حرفه‌ای‌تر، مثلاً سلاح‌های تانک‌های جدیدتر، روش‌های فاصله‌یابی به کمک ریزموج‌ها، امواج فروسرخ، و مسافت‌یابی لیزری جایگزین آن شده است.

## اصول

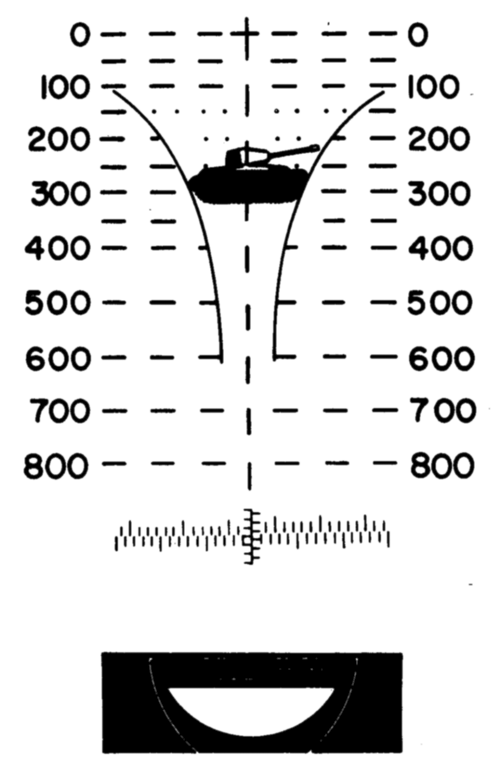
هدف‌گیری تانکی در فاصلهٔ ۲۷۵ متری با رتیکل هدف‌گیری توپ بدون لگد ام۶۷. سلاح‌های ضدتانک دهه‌های ۱۹۴۰ تا ۱۹۷۰ از تخمین فاصلهٔ استادیمتری بر اساس اندازهٔ متوسط خودروهای زره‌پوش جنگی استفاده می‌کردند.

روش استادیمتری بر این اساس است که در مثلث‌های متشابه، طول هر ضلع در مثلث با طول ضلع مشابه در مثلث دیگر متناسب است. پس در مثلث قائم‌الزاویه که اندازهٔ یکی دیگر از زاویه‌ها را هم داشته باشیم و ثابت بگیریم، نسبت طول ضلع مجاور به طول ضلع مقابل مقداری ثابت است (ر.ک. تانژانت). با داشتن یک رتیکل که فاصلهٔ زاویه‌ای معلومی را مشخص کند، می‌توانیم اندازهٔ شیء را با داشتن فاصله تا آن یا فاصله تا شیء را با داشتن اندازهٔ آن، به دست آوریم.
رادیان زاویهٔ مرکزی مقابل با کمانی است که طول آن با شعاع برابر است، پس میلی‌رادیان (mrad یا mil) زاویهٔ مرکزی مقابل با کمانی است که طول آن ۱/۱۰۰۰ شعاع باشد. شیئی به طول ۵ متر در فاصلهٔ ۵۰۰۰ متری، ۱ میلی‌رادیان را پوشش می‌دهد، یا مثلاً در ۱۰۰۰ متری، ۵ میلی‌رادیان را. رادیان یک نسبت را مشخص می‌کند پس مستقل از واحد است، مثلاً شیئی به طول پنج وجب در فاصلهٔ ۶۰۰۰ وجبی نیز ۱ میلی‌رادیان را پوشش می‌دهد.